# Run Devil Run (singolo Girls' Generation)
Run Devil Run è un brano musicale del gruppo di idol sudcoreano Girls' Generation, pubblicato come principale singolo della riedizione dell'album Oh!, intitolato Run Devil Run. Il singolo è stato reso disponibile per il download digitale il 9 gennaio 2010.

## Tracce
Download digitale
1. Run Devil Run -  3:21

## Classifiche

### Classifiche settimanali
| Classifica (2010) | Posizione massima |
| ----------------- | ----------------- |
| Corea del Sud     | 1                 |

### Classifiche di fine anno
| Classifica (2010) | Posizione |
| ----------------- | --------- |
| Corea del Sud     | 25        |